# Соколов (Волгоградская область)
Соколов — хутор в Чернышковском районе Волгоградской области, входит в состав Верхнегнутовского сельского поселения.
На 2017 год Соколов улиц не числится, имеется магазин. Название хутора произошло либо от рода животного, или от фамилии первооснователя — точно не установлено.

## Население
| 2010 |
| ---- |
| 77   |

## География
Хутор расположен на левом берегу реки Цимла, примерно в 20 километрах к юго-востоку от райцентра, высота центра селения над уровнем моря — 53 м